# 광업

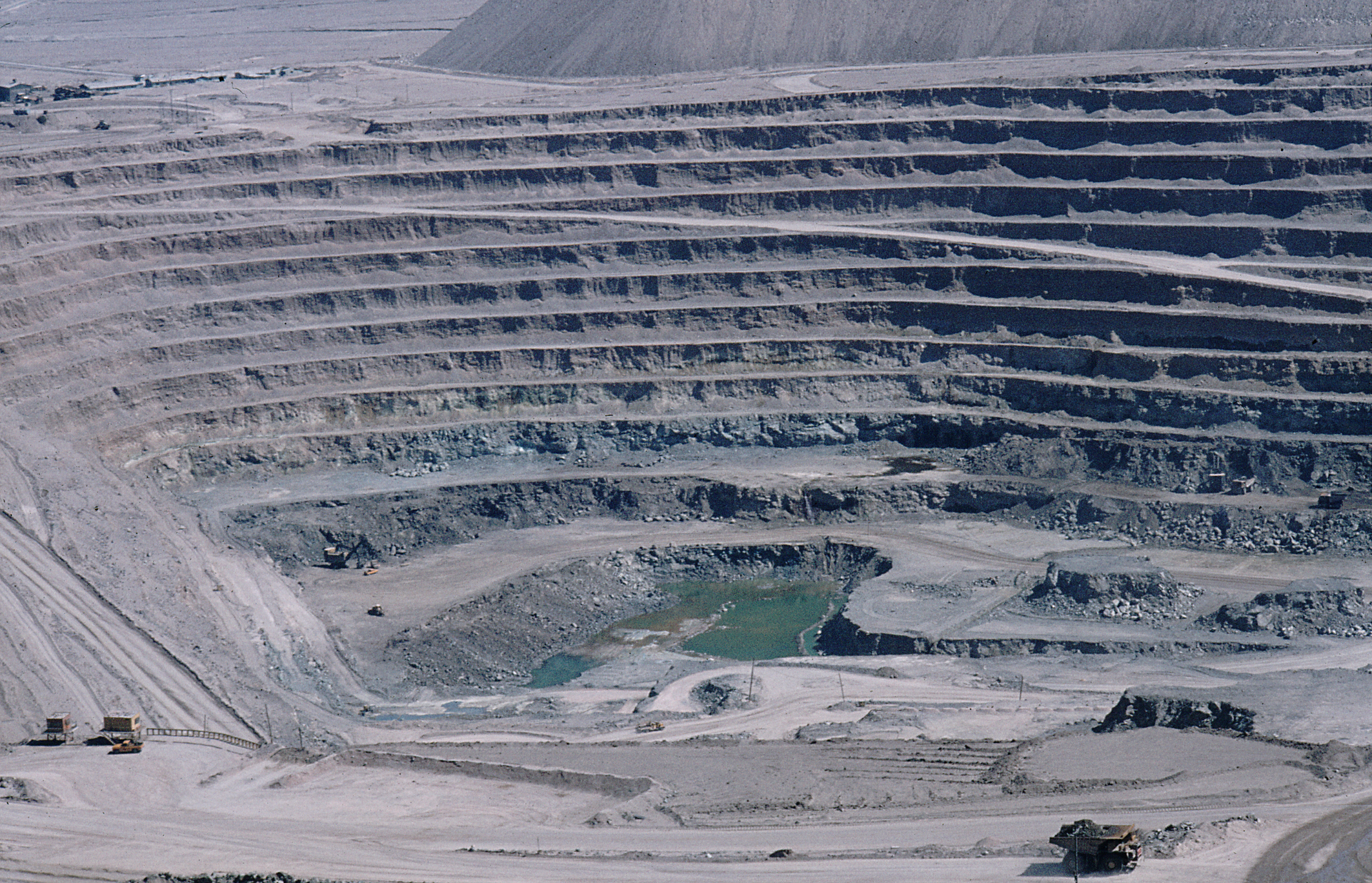
칠레에 위치한 세계에서 두 번째로 큰 구리 노천채굴장 추키카마타(Chuquicamata)

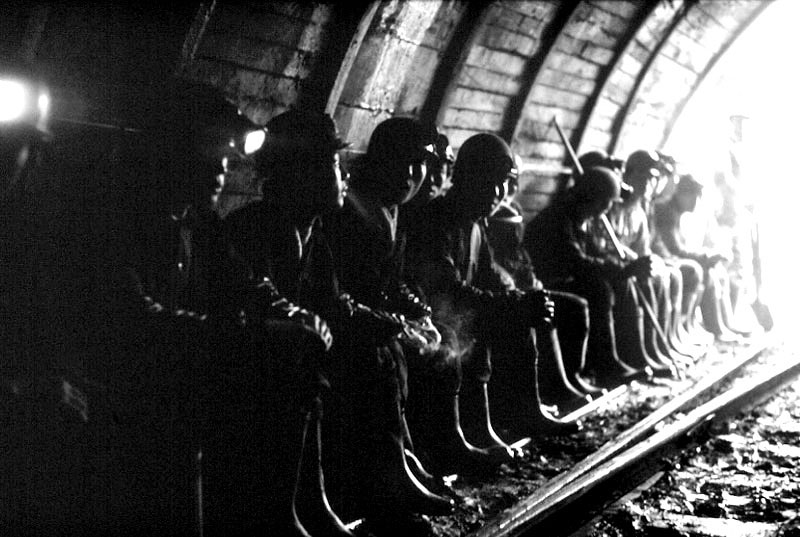
작업 대기 중인 강원도 탄광지대의 광원들(1976)

광업(鑛業, 영어: mining)은 지하 또는 지표 상의 원석, 광맥, 광맥층으로부터 가치있는 광물을 캐고, 고르고 만드는 모든 산업 활동을 말한다. 대한민국 광업법 제4조에는 '광물의 탐광(探鑛) 및 채굴(採掘)과 이에 부속되는 선광(選鑛), 제련(製鍊), 기타의 사업을 말한다.'라고 정의하고 있다. 채굴을 통해 얻어지는 광물에는 보크사이트, 석탄, 철, 귀금속, 납, 석회석, 니켈, 인산염, 암염, 주석, 우라늄, 몰리브덴 등등이 있다. 넓은 의미에서의 광업에는 원유나 천연 가스는 물론이고, 심지어 물의 채취까지도 포함된다.

## 역사
고고학상 가장 오래된 광산은 아프리카 에스와티니에 있는 라이언 케이브(Lion Cave)로 알려져 있다. 이 곳은 방사성탄소연대측정법 분석을 통해 약 43,000년 전의 것으로 밝혀졌다. 구석기인들은 이 곳에서 주철이 함유된 적철광을 채굴해 붉은색 황토원료를 만들어 냈다. 비슷한 시기에 네안데르탈인은 헝가리 지역에서 무기와 도구를 생산하기 위한 부싯돌을 채굴하는 광산이 있었다.
또 다른 고대 채굴장으로 시나이반도를 들 수 있다. 이 곳의 고대 이집트인들은 Wady maghareh에서 터키옥을 채굴하기도 했고, 지금의 미국 뉴멕시코주의 세릴로스 광산 지역(Cerillos Mining District)에서도 아메리카 토착민들이 터키옥을 채굴한 역사가 있다.
1627년 슬로바키아 중부의 광업도시인 반스카슈티아브니차(슬로바키아어: Banská Štiavnica)에서는 흑색 화약을 채굴하기 위해 최초로 갱도(坑道)를 이용했다. 독일에서는 세계 최초의 광산학교가 프라이베르크에 세워졌다. 독일의 베르크 아카데미(Bergakademie:광산학교)는 18세기 독일 지역 여러 곳(클라우슈탈-첼러펠트, 베를린 등)에 세워졌다. 이중 프라이베르크와 클라우슈탈-첼러펠트에 있는 것만 현재 계속 남아 있다. 이곳 출신의 많은 엔지니어들이 특히 러시아에 많이 초빙되어 가서 일했다. 프랑스에서도 독일의 베르크 아카데미를 모범으로 하여 1783년에 국립광산학교(École des Mines) 가 문을 열었다.

## 같이 보기
- 탐광
- 포레스트 그룹(영어판)
  - 조지 아서 포레스트(영어판)
- 아소 다로
  - 아소탄광(일본어판)
  - 아소탄광 강제노동 논란(영어판)